# Werner Urban
Werner Urban (* 14. Mai 1927 in Hamburg; † 18. Juli 2021 in Schwarzenbek) war ein deutscher Mittelschullehrer, zuletzt Realschulkonrektor, und mehrfach ausgezeichneter Naturschützer und Hobby-Archäologe.

## Leben und Wirken
Werner Urban, in Hamburg geboren, wuchs in Lübeck auf, wohin die Familie 1929 gezogen war. Dort besuchte er die Volksschule bis zum Abschluss; eine weiterführende Schule konnte er aus finanziellen Gründen nicht besuchen. Als begabter Volksschulabgänger nahm er aber die Möglichkeit wahr, an der Lehrerbildungsanstalt in Ratzeburg ein Studium zu beginnen. Dieses wurde durch Arbeits- und Wehrdienst unterbrochen. Während des Krieges geriet er in russische Gefangenschaft, aus welcher er im August 1948 entlassen wurde.
1950 konnte er aufgrund des Spätheimkehrergesetzes sein Studium fortsetzen. Nach Abschluss der ersten Lehrerprüfung wurde er Lehrer in Gudow. Dort legte er die zweite Lehrerprüfung ab und wurde nach Schwarzenbek versetzt. Zunächst war er Hauptlehrer am Aufbauzug, nach weiteren Prüfungen dann Mittelschullehrer; 1968 kam die Ernennung zum Realschulkonrektor. 1988 wurde er in den Ruhestand verabschiedet.

### Engagement im Heimatbund
1955 trat er in den Heimatbund und Geschichtsverein Herzogtum Lauenburg in Schwarzenbek ein. Bald engagierte er sich im Vorstand und war von Anfang 1984 bis Anfang 1998 Vorsitzender der Bezirksgruppe.
Ab 1958 war er außerdem für 18 Jahre phänologischer Beobachter für den Deutschen Wetterdienst, d. h. er berichtete über die fortlaufende Entwicklung bei Wild- und Kulturpflanzen. Sein erster Beitrag für die Lauenburgische Heimat (LH) war ein Aufsatz über die Vogel- und Pflanzenwelt im Sachsenwald. Von 1969 bis 1988 betreute er zudem als Dozent an der Volkshochschule Schwarzenbek den Bereich „Vogelwelt unserer Heimat“.
Sein besonderes Augenmerk legte er auf den Bereich der Archäologie. Das führte dazu, dass er jahrelang Vertrauensmann des archäologischen Landesamtes war. Die Zahl der von ihm betreuten archäologischen Fundorte beinhaltet u. a.: 1960 wurden in der Schwarzenbeker Ziegelei Funde eines germanischen Dorfes aus der älteren römischen Kaiserzeit (1. und 2. Jahrhundert n. Chr.) entdeckt. Weiter wurden Funde aus vorchristlicher Eisenzeit im Bereich des Rosenweges geborgen. Gräber aus der Frühen Bronzezeit und andere vorgeschichtliche Funde wurden beim Bau der Realschule in Schwarzenbek sichergestellt. Werner Urban betreute auch diese Grabung und erreichte hier, dass im Innenhof der Schule Teile dieses Urnenfriedhofes sowie Mahl-, Mühl- und Schalensteine aus anderen Fundorten aufgebaut wurden.
Auch am Schwarzenbeker Körnerplatz wurde 1961 ein Urnenfriedhof der Bronzezeit entdeckt; 1991 fanden sich im Rahmen des Brückenbaus noch weitere Urnen.  Werner Urban war auch maßgeblich beteiligt an der Begutachtung und Aufzeichnung der vorhandenen Überreste der Marienburg, die bei der Bebauung des ehemaligen Bismarckschen Vorwerks gefunden wurden. Er setzte durch, dass auf dem Parkplatz ein Schild auf die Turmhügelburg hinweist und der halbe Durchmesser der Burg in den Pflastersteinen dargestellt wurde.
Er setzte sich vehement für den Erhalt der Schwarzenbeker Kulturdenkmäler ein. Dies gelang nicht immer, wie zum Beispiel beim Amtshaus (sog. Compehaus). Die alte Oberförsterei dagegen konnte aufgrund seiner Beharrlichkeit erhalten werden. Neben diesen Tätigkeiten begleitete er weitere Ausgrabungen im Kreis und verfasste entsprechende Beiträge für die LH: Siedlung der römischen Kaiserzeit am Segrahner See bei Gudow, Opfergefäß der Eisenzeit aus dem Sachsenwald, Glockenbecherfunde in Grove, Funde von Moor-Eichen beim Bau der A 24.
Weitere Aufsätze verfasste er u. a. über einen Ringwall in Franzhagen, berichtete über die Kinder- und Jugendzeit der Chausseen im Lande Lauenburg, die Rittersitze der Daldorffs auf Wotersen, eingedrehte Schälchen und geschabte Rillen in Ziegeln mittelalterlicher Kirchen, das ehemalige Amtsgerichtsgebäude in Schwarzenbek, slawische Flurnamen in der Brunstorfer und Worther Gemarkung, Amtmann Compe und die Konkurrenz zur Stecknitzfahrt, fertigte Bilddokumente zur Grenzöffnung, erzählte von den Anfängen des kirchlichen Lebens in Schwarzenbek und nicht zuletzt über das ehemalige Bundeswehrgelände Lanken („Vom Rittersitz zum  Gewerbegebiet“).
Neben diesen schriftlichen Berichten brachte er den Zuhörern in zahlreichen Vorträgen Geschichte nahe.

### Nachruf
Die Vorsitzende des Heimatbundes und Geschichtsvereins für den Bezirk Schwarzenbek, Gisela Berger, würdigte Werner Urban in ihrem Nachruf:

„Ohne das unermüdliche Engagement Werner Urbans wäre viel über die Vergangenheit Schwarzenbeks und seiner Umgebung im südlichen Kreis verloren gegangen.“

## Auszeichnungen
- 1992 erhielt Werner Urban für seine archäologischen Tätigkeiten und für die Fähigkeit, seine Begeisterung auch an seine Schüler weiterzugeben, das Bundesverdienstkreuz am Bande und die Schleswig-Holstein-Medaille.
- 1995 wurde er für 60 Jahre Mitgliedschaft im Heimatbund und Geschichtsverein geehrt. Bei der Laudatio wurden nochmals seine hervorragenden Leistungen auf dem Gebiet der Regionalforschung hervorgehoben.
- 2016 wurde Werner Urban dafür auch von der Stadt Schwarzenbek als „verdienter Bürger“ geehrt.

## Beiträge in der „Lauenburgischen Heimat“
- Heft 26 NF (Neue Folge), Okt. 1959: Naturkundliche Besonderheiten um Schwarzenbek.
- Heft 33 NF, Juni 1961: Funde aus der älteren römischen Kaiserzeit in Schwarzenbek.
- Heft 43 NF, Dez. 1963: Funde der vorchristlichen Eisenzeit auf der Müssener Wiese in Schwarzenbek.
- Heft 48 NF, März/April 1965: Siedlung der römischen Kaiserzeit am Segrahner See bei Gudow.
- Heft 59 NF, Dez. 1967: Wat den’n een sin Uhl is, is den’n annern sin Nachtigal. Opfergefäß der Eisenzeit aus dem Sachsenwald.
- Heft 62/63 NF, Dez.1968: Jungbronzezeitliche Gräber und andere vorgeschichtliche Funde in den Lichthöfen der Realschule in Schwarzenbek.
- Heft 67 NF, Dez. 1969: Was wird aus dem Alten Amtshaus in Schwarzenbek?
- Heft 69 NF, Okt. 1970: Glockenbecherfunde aus Grove bei Schwarzenbek.
- Heft 78 NF, Sept. 1973: Compes Medizinflaschen bei Grabungen gefunden?
- Heft 107 NF, Dez.1983: Fund einer ägyptischen Tonampulle in Kuddewörde.
- Heft 108 NF, Juli 1984: Geschichtliche Zeugen am Körnerplatz in Schwarzenbek.
- Heft 109 NF, Okt. 1984: Funde von Mooreichen beim Autobahnbau der A 24.
- Heft 114 NF, Juni 1986: Strittiges Gebiet an der Seedorf-Sterleyer Scheide (Doppelmotte).
- Heft 118 NF, Okt. 1987: Reste eines Ringwalls in der Franzhagener Feldmark.
- Heft 122 NF, Dez. 1988: Aus der Kinder- und Jugendzeit der Chausseen im Lande Lauenburg.
- Heft 123 NF, Juni 1989: Neue Erkenntnisse über die Rittersitze der Daldorfs auf Wotersen aus alten Karten und Akten im Gutsarchiv Gartow.
- Heft 126 NF, Mai 1990:  Die ersten Chausseen im Lauenburger Land – ein Nachtrag.
- Heft 132 NF, Mai 1992: 700 Jahre Schwarzenbek – und was war davor? (Funde aus der Zeit um Christi Geburt in der Ziegelei Schwarzenbek).
- Heft 132 NF, Mai 1992: Die Bergung eines Urnenfriedhofes der ausgehenden Bronzezeit während des Baues der Realschule Schwarzenbek.
- Heft 132 NF, Mai 1992: Die ersten Chausseen im Lande Lauenburg unter besonderer Berücksichtigung Schwarzenbek.s
- Heft 135 NF, Okt. 1993: Eingedrehte Schälchen und geschabte Rillen in Ziegeln mittelalterlicher Kirchen.
- Heft 146 NF, März 1997: Das ehemalige Amtsgerichtsgebäude in Schwarzenbek.
- Heft 148 NF, März 1998: Bill Fetz und Billfeitz – slawische Flurnamen in der Brunstorfer und Worther Gemarkung.
- Heft 151 NF, März 1999: Amtmann Compe und die Konkurrenz für die Stecknitzfahrt. Dänisches Kanalprojekt von der Trave zur Bille und Elbe um 1800.
- Heft 153 NF, Okt. 1999: An der ehemaligen deutsch-deutschen Grenze. Bilddokumente (Grenzöffnung zur DDR).
- Heft 159 NF, Nov.2001: Die Anfänge kirchlichen Lebens in Schwarzenbek.
- Heft 161 NF, Sept. 2002: Lanken – vom Rittersitz zum Gewerbegebiet.
- Heft 176 NF, Sept. 2007: Urnenfriedhof der Bronzezeit auf dem Gelände der ehemaligen Oberförsterei am Körnerplatz in Schwarzenbek.
- Heft 176 NF, Sept. 2007, Forum: Zahltag auf Stintenburg 1778.